# Mitsubishi ASX II
Le Mitsubishi ASX est un crossover du constructeur automobile japonais Mitsubishi Motors produit à partir de 2022 et commercialisé à partir du printemps 2023. Elle est la seconde génération de Mitsubishi ASX après la version produite depuis 2010.

## Présentation
La seconde génération de Mitsubishi ASX est présentée en septembre 2022 pour un lancement commercial en mars 2023. Dans sa première phase, le véhicule est quasiment inchangé par rapport au Captur, il ne s'en distingue que par une calandre légèrement retouchée, les badges et une intégration différente de la caméra de recul à l'arrière. Les jantes ainsi que la planche de bord sont directement reprises du SUV de Renault.

Mitsubishi ASX phase 1
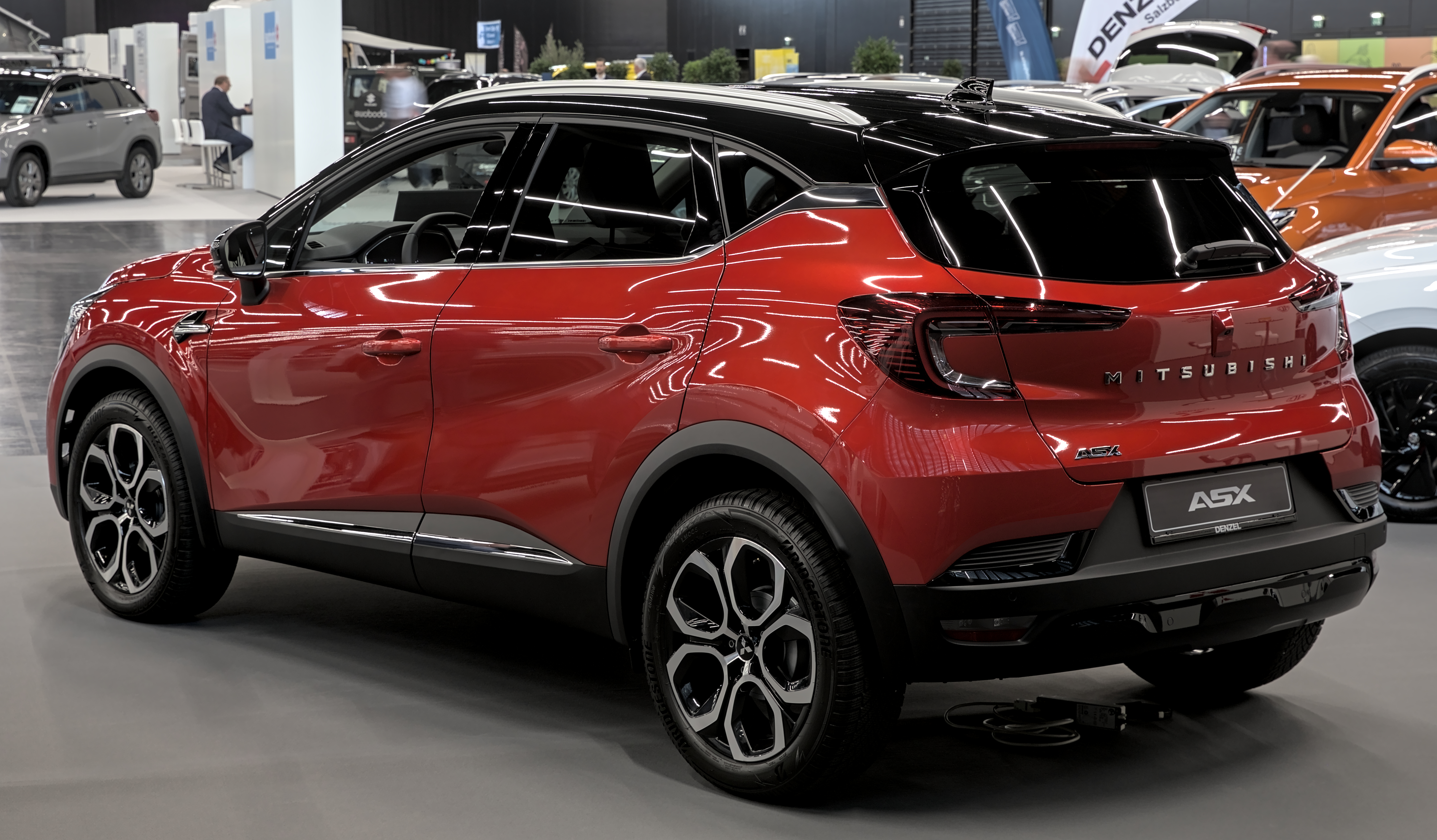
Arrière.
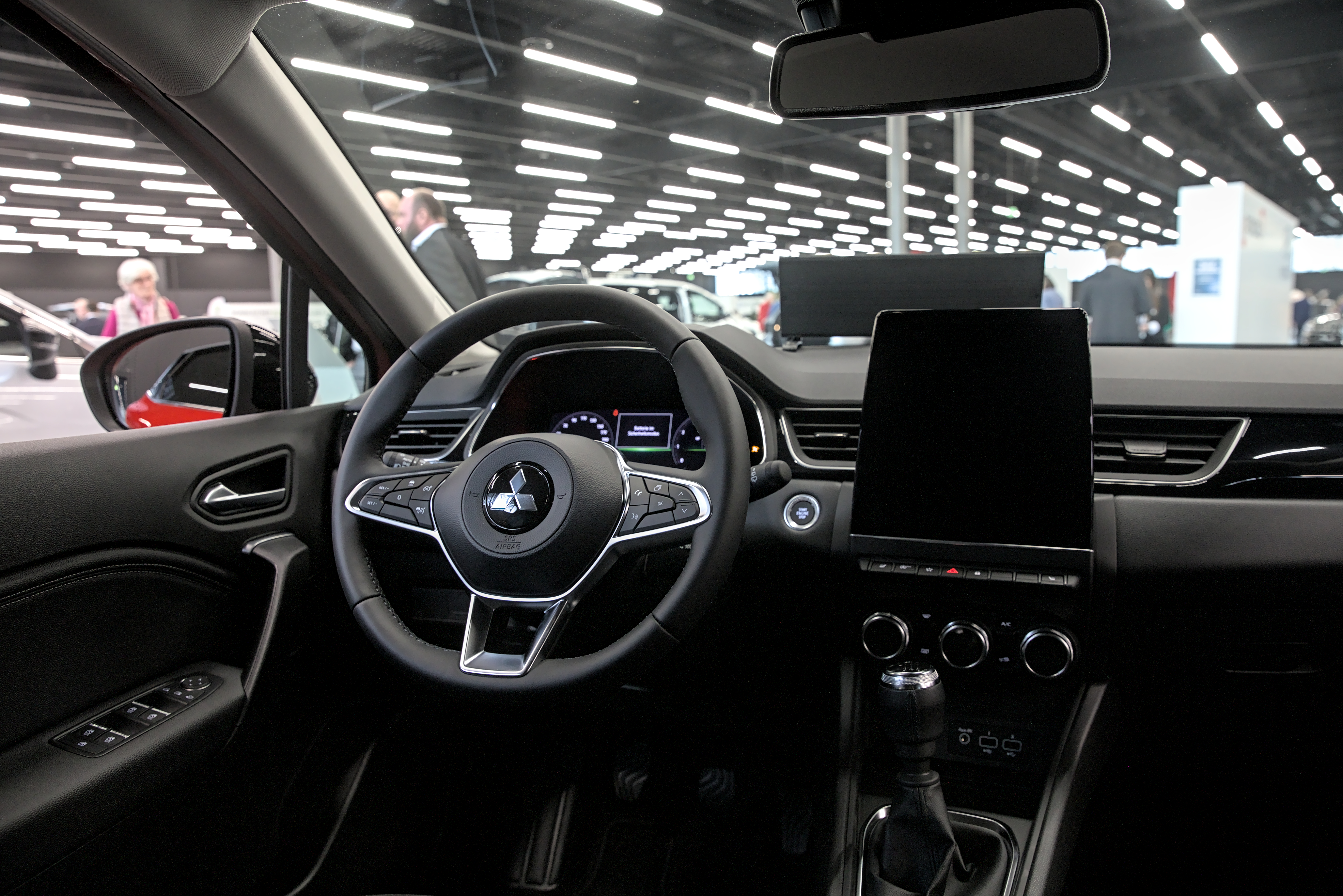
Tableau de bord.

### Phase 2
En avril 2024, l'ASX reçoit un important restylage, notamment sur sa face avant qui le différencie un peu plus de son cousin français.

Mitsubishi ASX phase 2
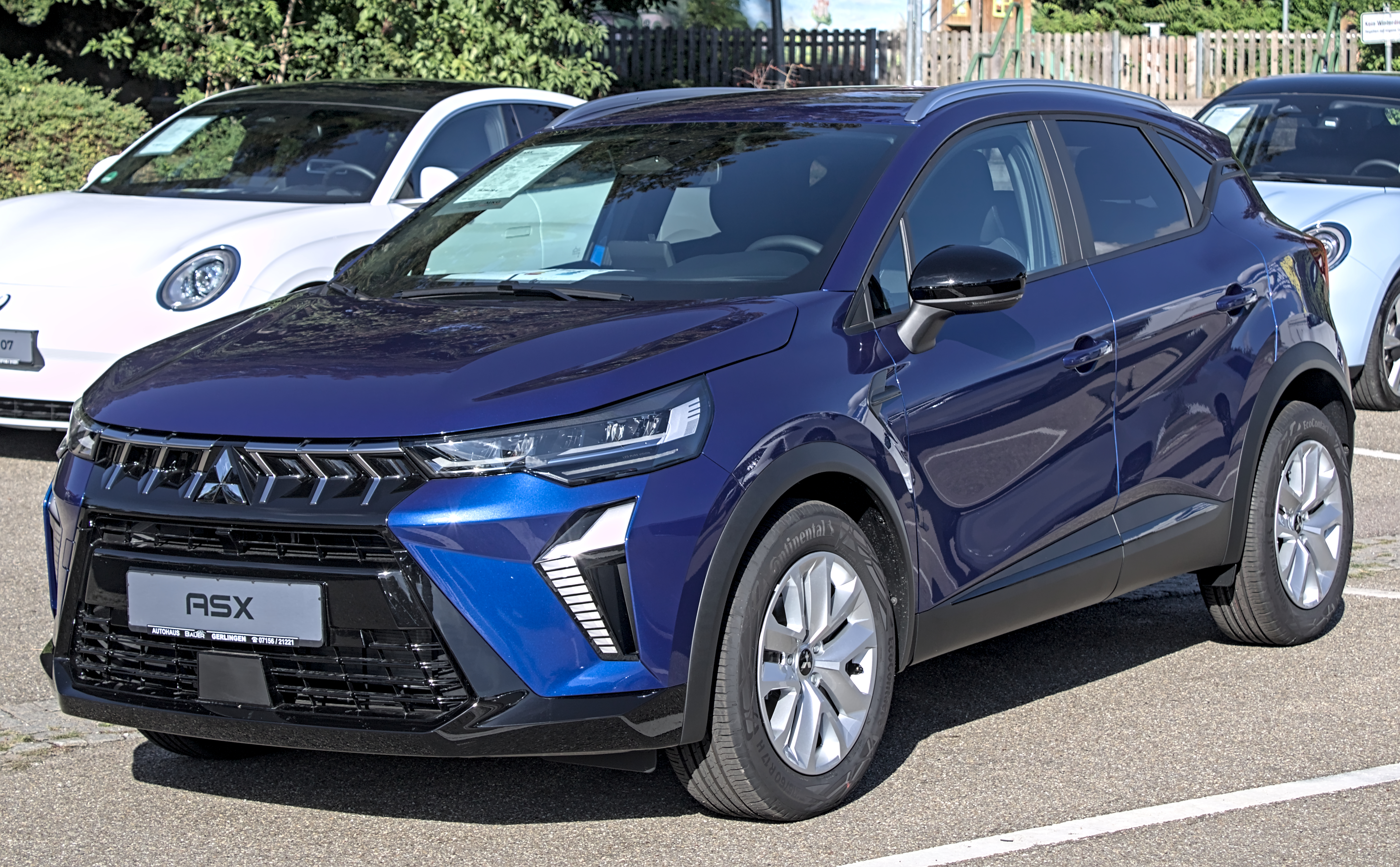
Avant.
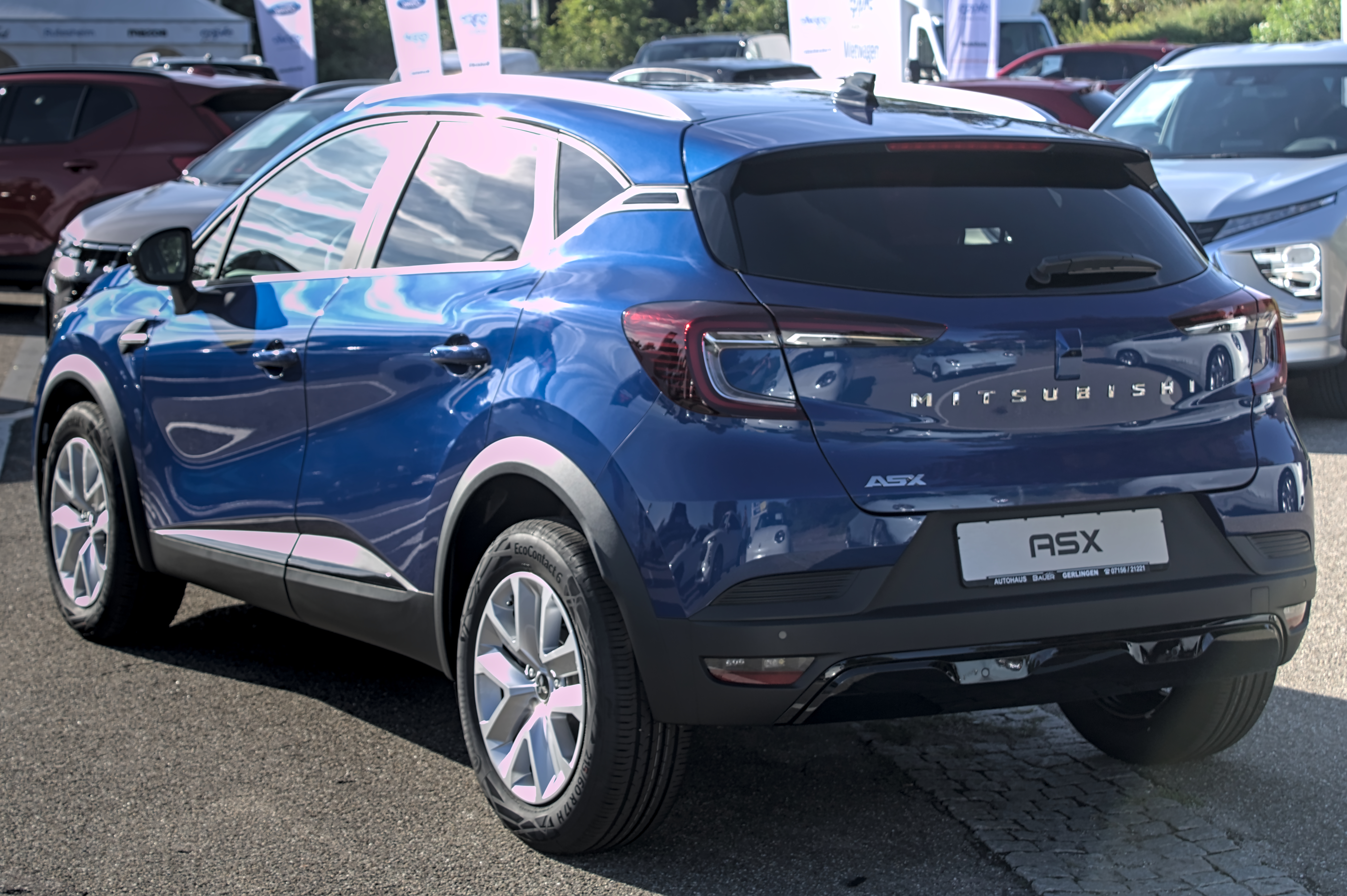
Arrière.

## Caractéristiques techniques
Il propose à son lancement une palette de 5 motorisations incluant de l'essence, du micro-hybride (mHEV), de l'hybride (HEV) et de l’hybride rechargeable (PHEV).
À noter que le crossover propose d'opter pour une garantie 5 ans / 100 000 kilomètres, indisponible sur la version Renault.

## Finitions
Finitions disponibles au lancement de l'ASX de deuxième génération en France:
- Invite
- Intense
- Instyle
- Business (clientèle professionnelle)